# 飯綱町
飯綱町（日语：／ Iizuna machi */?）是長野縣北部的一町。設立于2005年10月1日，上水內郡的牟禮村與三水村合併而成。

## 交通

### 道路
- 國道18號